# Héróndasz

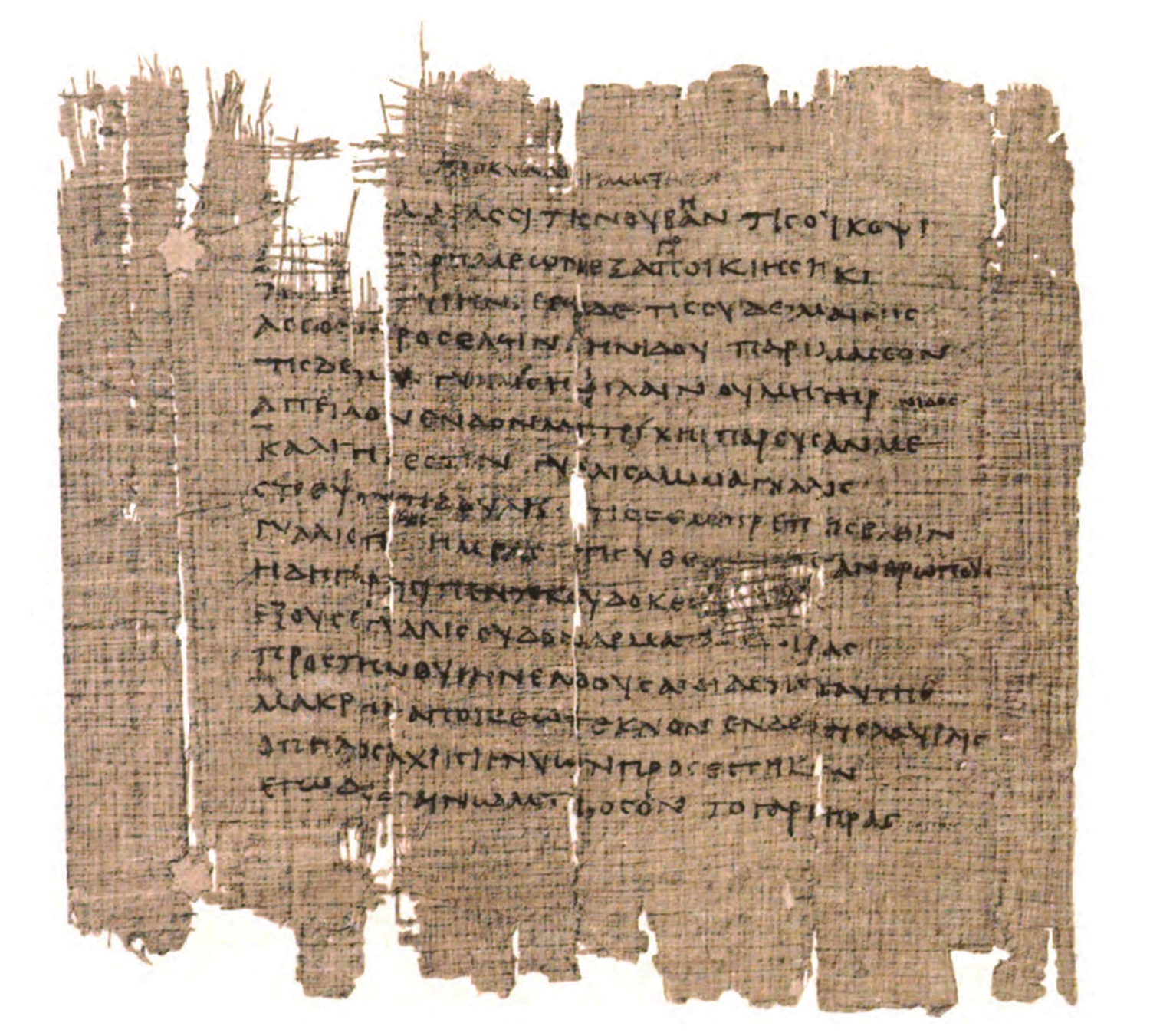
A Héróndász-papirusz első oszlopa, az első mimus első 15 sorával

Héróndasz vagy Héródasz (Ἡρώνδας vagy Ἡρώδας – nevét kétféleképpen írják azon a néhány helyen, ahol említik) görög költő. Rövid, humoros, verses drámai jelenetek (úgynevezett mimusok) szerzője, aki valószínűleg Alexandriában élt a Kr. e. 3. században, a hellenizmus korában.
A mimusok előzményei a Platón által is nagyra becsült Szophrón munkái. Néhány szereplős jelenetek, melyek témáját a hétköznapokból merítették az egyszerű emberek mindennapjaiból. "Tárgyuk oly alaposan naturalista, amilyen életidegen az alexandriai elit-költészet" – írja róluk Szerb Antal.

## Fordítás
Ez a szócikk részben vagy egészben  a   Herodas című angol Wikipédia-szócikk ezen változatának fordításán alapul.  Az eredeti cikk szerkesztőit annak laptörténete sorolja fel. Ez a jelzés csupán a megfogalmazás eredetét és a szerzői jogokat jelzi, nem szolgál a cikkben szereplő információk forrásmegjelöléseként.